# Faceit Major: London 2018
Das Faceit Major: London 2018 war das 13. Major-Turnier in der E-Sports-Disziplin Counter-Strike: Global Offensive und fand vom 5. bis zum 23. September 2018 in London statt. Die Challengers Stage und die Legends Stage fanden im Twickenham Stadium statt; die Champions Stage wurde in der Wembley Arena ausgetragen. Es war das erste Major-Turnier im Vereinigten Königreich. Sieger des Turniers war das dänische Team Astralis, welches nach dem Eleague Major: Atlanta 2017 seinen zweiten Major-Titel gewann.

## Qualifikation
Die Finalisten der Minor-Turniere der Regionen Amerikan, GUS und Europa sowie der Gewinner und der Drittplatzierte des Asia-Minors qualifizierten sich für die Challengers Stage des Majors. Alle Minors finden in London statt.
| Name                 | Americas Minor Championship                                       | CIS Minor Championship                   | Asian Minor Championship                                               | European Minor Championship                   |
| -------------------- | ----------------------------------------------------------------- | ---------------------------------------- | ---------------------------------------------------------------------- | --------------------------------------------- |
| Zeit                 | 7. bis 11. Juli 2018                                              | 10. bis 13. Juli 2018                    | 16. bis 20. Juli 2018                                                  | 19. bis 22. Juli 2018                         |
| Sieger (Preisgeld)   | compLexity (30.000 $)                                             | HellRaisers (30.000 $)                   | Renegades (30.000 $)                                                   | Ninjas in Pyjamas (30.000 $)                  |
| Finalist (Preisgeld) | Rogue (15.000 $)                                                  | Team Spirit (15.000 $)                   | TyLoo (15.000 $)                                                       | OpTic Gaming (15.000 $)                       |
| 3. Platz (Preisgeld) | eUnited (5.000 $)                                                 | pro100 (5.000 $)                         | Tainted Minds (5.000 $)                                                | ENCE eSports (5.000 $)                        |
| weitere Teilnehmer   | Furia eSports Não Tem Como NRG Esports Swole Patrol Team Dignitas | AVANGAR forZe Monolith Gaming PLINK-TECH | 5Power Gaming Signature Gaming SZ Absolute Uniquestars VG.Flash Gaming | 3DMAX LeftOut Red Reserve Sprout Team Kinguin |

## Lineups der Teams
| Plätze 1 – 8 des Eleague Major: Boston 2018  | Plätze 1 – 8 des Eleague Major: Boston 2018 | Plätze 1 – 8 des Eleague Major: Boston 2018 | Plätze 1 – 8 des Eleague Major: Boston 2018 |
| Cloud 9                                      | FaZe Clan                                   | fnatic                                      | G2 Esports                                  |
| -------------------------------------------- | ------------------------------------------- | ------------------------------------------- | ------------------------------------------- |
| Tyler „Skadoodle“ Latham                     | Finn „Karrigan“ Andersen                    | Freddy „KRiMZ“ Johansson                    | Kevin „Ex6TenZ“ Droolans                    |
| Maikil „Golden“ Selim                        | Olof „olofmeister“ Kajbjer                  | Richard „Xizt“ Landström                    | Edouard „SmithZz“ Dubourdeaux               |
| Martin „STYKO“ Styk                          | Nikola „NiKo“ Kovač                         | William „draken“ Sundin                     | Richard „shox“ Papillon                     |
| Timothy „autimatic“ Ta                       | Ladislav „GuardiaN“ Kovács                  | Robin „flusha“ Rönnquist                    | Alexandre „bodyy“ Pianaro                   |
| Will „RUSH“ Wierzba                          | Håvard „rain“ Nygaard                       | Jesper „JW“ Wecksell                        | Kenny „kennyS“ Schrub                       |
| Made in Brazil                               | mousesports                                 | Natus Vincere                               | Winstrike Team                              |
| Fernando „fer“ Alvarenga                     | Chris „chrisJ“ de Jong                      | Oleksandr „s1mple“ Kostyljew                | Saweli „jmqa“ Bragin                        |
| Tarik „tarik“ Celik                          | Miikka „suNny“ Kemppi                       | Denis „electronic“ Scharipow                | Aurimas „Kvik“ Kvakšys                      |
| Marcelo „coldzera“ David                     | Robin „ropz“ Kool                           | Ioann „Edward“ Sucharjew                    | Nikita „waterfaLLZ“ Matwejew                |
| Gabriel „FalleN“ Toledo                      | Janusz „Snax“ Pogorzelski                   | Danylo „Zeus“ Teslenko                      | Kirill „Boombl4“ Michailow                  |
| Jake „Stewie2k“ Yip                          | Tomáš „oskar“ Šťastný                       | Jegor „flamie“ Wassiljew                    | Grigori „Balblna“ Oleinik                   |
| Plätze 9 – 16 des Eleague Major: Boston 2018 |                                             |                                             |                                             |
| Astralis                                     | BIG                                         | Gambit Gaming                               | North                                       |
| Andreas „Xyp9x“ Højsleth                     | Owen „smooya“ Butterfield                   | Nikolai „mir“ Bitjukow                      | Philip „aizy“ Aistrup                       |
| Peter „dupreeh“ Rasmussen                    | Fatih „gob b“ Dayik                         | Abai „HObbit“ Chassenow                     | Valdemar „valde“ Vangså                     |
| Nicolai „dev1ce“ Reedtz                      | Tizian „tiziaN“ Feldbusch                   | Däuren „AdreN“ Qystaubajew                  | Markus „Kjaerbye“ Kjærbye                   |
| Emil „Magisk“ Reif                           | Johannes „nex“ Maget                        | Michail „Dosia“ Stoljarow                   | Nikolaj „niko“ Kristensen                   |
| Lukas „gla1ve“ Rossander                     | Johannes „tabseN“ Wodarz                    | Rustem „mou“ Telepow                        | Mathias „MSL“ Lauridsen                     |
| Space Soldiers                               | Team Liquid                                 | Vega Squadron                               | Virtus.pro                                  |
| Buğra „Calyx“ Arkın                          | Nicholas „nitr0“ Cannella                   | Anton „kibaken“ Kolesnikow                  | Paweł „byali“ Bieliński                     |
| İsmailcan „XANTARES“ Dörtkardeş              | Russel „Twistzz“ Van Dulken                 | Pawel „hutji“ Laschkow                      | Jarosław „pasha“ Jarząbkowski               |
| Ahmet „paz“ Karahoca                         | Tacio „TACO“ Filho                          | Yhor „crush“ Schewtschenko                  | Filip „Neo“ Kubski                          |
| Engin „ngiN“ Kor                             | Jonathan „EliGE“ Jablonowski                | Dmytryj „jR“ Tscherwjak                     | Michał „MICHU“ Müller                       |
| Engin „MAJ3R“ Kupeli                         | Keith „NAF“ Markovic                        | Leonid „chopper“ Wischnjakow                | Michał „snatchie“ Rudzki                    |
| Minor-Qualifikanten                          |                                             |                                             |                                             |
| compLexity                                   | HellRaisers                                 | Ninjas in Pyjamas                           | OpTic Gaming                                |
| Bradley „ANDROID“ Fodor                      | Bence „DeadFox“ Böröcz                      | Christopher „GeT_RiGhT“ Alesund             | René „cajunb“ Borg                          |
| Rory „dephh“ Jackson                         | Özgür „woxic“ Eker                          | Dennis „dennis“ Edman                       | Nicklas „gade“ Gade                         |
| Peter „stanislaw“ Jarguz                     | Kyryll „ANGE1“ Karasёw                      | Patrik „f0rest“ Lindberg                    | Jakob „JUGi“ Hansen                         |
| Shahzeeb „ShahZaM“ Khan                      | Issa „ISSAA“ Murad                          | Jonas „Lekr0“ Olofsson                      | Marco „Snappi“ Pfeiffer                     |
| Jaccob „yay“ Whiteaker                       | Wladyslaw „bondik“ Netschyportschuk         | Fredrik „REZ“ Sterner                       | Kristian „k0nfig“ Wienecke                  |
| Renegades                                    | Rogue                                       | Team Spirit                                 | TyLoo                                       |
| Noah „Nifty“ Francis                         | Daniel „vice“ Kim                           | Dmitri „Dima“ Bandurka                      | Hansel „BnTeT“ Ferdinand                    |
| Joakim „jkaem“ Myrbostad                     | Spencer „Hiko“ Martin                       | Dmitri „S0tF1k“ Forostjanko                 | Xu „somebody“ Haowen                        |
| Karlo „USTILO“ Pivac                         | Hunter „SicK“ Mims                          | Vyktor „somedieyoung“ Orudžev               | Wu „DD“ Hui                                 |
| Justin „jks“ Savage                          | Casper „cadiaN“ Møller                      | Wadim „DavCost“ Wassiljew                   | Liu „Mo“ Ke                                 |
| Aaron „AZR“ Ward                             | Ricky „Rickeh“ Mulholland                   | Pawel „COLDYY1“ Weklenko                    | Kevin „xccurate“ Susanto                    |
| Stand: 1. September 2018                     |                                             |                                             |                                             |

## Challengers Stage
Acht Teams sind durch ihr Ausscheiden in der Legend Stage bei der Eleague Boston 2018 automatisch qualifiziert. Die verbleibenden acht Temas qualifizierten sich über die Minor-Turniere.
- Astralis (Teilnehmer der Legends Stage beim Eleague Major: Boston 2018)
- Berlin International Gaming (Teilnehmer der Legends Stage beim Eleague Major: Boston 2018)
- Gambit Esports (Teilnehmer der Legends Stage beim Eleague Major: Boston 2018)
- North (Teilnehmer der Legends Stage beim Eleague Major: Boston 2018)
- Space Soldiers (Teilnehmer der Legends Stage beim Eleague Major: Boston 2018)
- Team Liquid (Teilnehmer der Legends Stage beim Eleague Major: Boston 2018)
- Vega Squadron (Teilnehmer der Legends Stage beim Eleague Major: Boston 2018)
- Virtus.pro (Teilnehmer der Legends Stage beim Eleague Major: Boston 2018)
- compLexity (Gewinner Americas Minor)
- Rogue (Finalist Americas Minor)
- HellRaisers (Gewinner CIS Minor)
- Team Spirit (Finalist CIS Minor)
- Renegades (Gewinner Asia Minor)
- TyLoo (Finalist Asia Minor)
- Ninjas in Pyjamas (Gewinner Europe Minor)
- OpTic Gaming (Finalist Europe Minor)

### Runde 1
|                | Ergebnis |                   | S-N |
| -------------- | -------- | ----------------- | --- |
| Space Soldiers | 10:16    | Rogue             | 0-0 |
| Virtus.pro     | 05:16    | Ninjas in Pyjamas | 0-0 |
| Gambit Esports | 17:19    | TyLoo             | 0-0 |
| BIG            | 16:06    | Renegades         | 0-0 |
| Vega Squadron  | 16:14    | Team Spirit       | 0-0 |
| North          | 17:19    | HellRaisers       | 0-0 |
| Team Liquid    | 16:04    | OpTic Gaming      | 0-0 |
| Astralis       | 16:04    | compLexity        | 0-0 |

### Runde 2
|                   | Ergebnis |                | S-N |
| ----------------- | -------- | -------------- | --- |
| Ninjas in Pyjamas | 16:12    | TyLoo          | 1-0 |
| BIG               | 16:19    | Vega Squadron  | 1-0 |
| Team Liquid       | 16:09    | HellRaisers    | 1-0 |
| Rogue             | 13:16    | Astralis       | 1-0 |
| Renegades         | 10:16    | Gambit Esports | 0-1 |
| North             | 13:16    | Team Spirit    | 0-1 |
| OpTic Gaming      | 16:13    | Virtus.pro     | 0-1 |
| Space Soldiers    | 11:16    | compLexity     | 0-1 |

### Runde 3
|                | Ergebnis |                   | S-N |
| -------------- | -------- | ----------------- | --- |
| Team Liquid    | 19:17    | Vega Squadron     | 2-0 |
| Astralis       | 26:28    | Ninjas in Pyjamas | 2-0 |
| compLexity     | 16:12    | BIG               | 1-1 |
| Team Spirit    | 16:04    | Rogue             | 1-1 |
| Gambit Esports | 14:16    | HellRaisers       | 1-1 |
| TyLoo          | 26:28    | OpTic Gaming      | 1-1 |
| Renegades      | 19:15    | Space Soldiers    | 0-2 |
| North          | 16:06    | Virtus.pro        | 0-2 |

### Runde 4
|               | Ergebnis |                | S-N |
| ------------- | -------- | -------------- | --- |
| Astralis      | 16:03    | Team Spirit    | 2-1 |
| HellRaisers   | 25:23    | OpTic Gaming   | 2-1 |
| Vega Squadron | 15:19    | compLexity     | 2-1 |
| TyLoo         | 16:10    | Renegades      | 1-2 |
| BIG           | 16:08    | Gambit Esports | 1-2 |
| North         | 25:23    | Rogue          | 1-2 |

### Runde 5
Die Runde 5 wird im Best-of-3-Modus ausgespielt.
|               | Ergebnis    |       | S-N |
| ------------- | ----------- | ----- | --- |
| Team Spirit   | 12:16 23:25 | TyLoo | 2-2 |
| OpTic Gaming  | 06:16 14:16 | BIG   | 2-2 |
| Vega Squadron | 16:08 16:13 | North | 2-2 |

## Legends Stage
Acht Teams sind durch ihre Platzierung unter den ersten Acht beim letzten Major Eleague Boston 2018 bereits qualifiziert. Weitere acht können sich über die Challenger-Stage qualifizieren.
- Cloud 9 (Gewinner Eleague Major: Boston 2018)
- FaZe Clan (Finalist Eleague Major: Boston 2018)
- Natus Vincere (Halbfinalist Eleague Major: Boston 2018)
- Made in Brazil (Halbfinalist Eleague Major: Boston 2018) 1
- fnatic (Viertelfinalist Eleague Major: Boston 2018)
- G2 Esports (Viertelfinalist Eleague Major: Boston 2018)
- mousesports (Viertelfinalist Eleague Major: Boston 2018)
- Winstrike Team (Viertelfinalist Eleague Major: Boston 2018) 2
- Team Liquid (Challengers Stage)
- Ninjas in Pyjamas (Challengers Stage)
- Astralis (Challengers Stage)
- HellRaisers (Challengers Stage)
- compLexity (Challengers Stage)
- TyLoo (Challengers Stage)
- BIG (Challengers Stage)
- Vega Squadron (Challengers Stage)

### Runde 1
|                | Ergebnis |                   | S-N |
| -------------- | -------- | ----------------- | --- |
| G2 Esports     | 22:20    | HellRaisers       | 0-0 |
| Winstrike Team | 07:16    | Team Liquid       | 0-0 |
| FaZe Clan      | 05:16    | BIG               | 0-0 |
| fnatic         | 04:16    | compLexity        | 0-0 |
| Made in Brazil | 13:16    | TyLoo             | 0-0 |
| mousesports    | 12:16    | Ninjas in Pyjamas | 0-0 |
| Natus Vincere  | 14:16    | Astralis          | 0-0 |
| Cloud 9        | 04:16    | Vega Squadron     | 0-0 |

### Runde 2
|                | Ergebnis |                   | S-N |
| -------------- | -------- | ----------------- | --- |
| BIG            | 16:07    | TyLoo             | 1-0 |
| compLexity     | 16:11    | G2 Esports        | 1-0 |
| Vega Squadron  | 04:16    | Astralis          | 1-0 |
| Team Liquid    | 16:10    | Ninjas in Pyjamas | 1-0 |
| Natus Vincere  | 16:12    | FaZe Clan         | 0-1 |
| mousesports    | 06:16    | Made in Brazil    | 0-1 |
| Cloud 9        | 16:19    | HellRaisers       | 0-1 |
| Winstrike Team | 07:16    | fnatic            | 0-1 |

### Runde 3
|                | Ergebnis |                   | S-N |
| -------------- | -------- | ----------------- | --- |
| compLexity     | 16:08    | BIG               | 2-0 |
| Astralis       | 15:19    | Team Liquid       | 2-0 |
| Vega Squadron  | 14:16    | fnatic            | 1-1 |
| TyLoo          | 10:16    | HellRaisers       | 1-1 |
| Natus Vincere  | 16:06    | Ninjas in Pyjamas | 1-1 |
| G2 Esports     | 04:16    | Made in Brazil    | 1-1 |
| Winstrike Team | 16:19    | Cloud 9           | 0-2 |
| FaZe Clan      | 16:08    | mousesports       | 0-2 |

### Runde 4
|               | Ergebnis |                   | S-N |
| ------------- | -------- | ----------------- | --- |
| BIG           | 16:09    | HellRaisers       | 2-1 |
| Natus Vincere | 16:09    | fnatic            | 2-1 |
| Astralis      | 16:0     | Made in Brazil    | 2-1 |
| Vega Squadron | 11:16    | Ninjas in Pyjamas | 1-2 |
| TyLoo         | 04:16    | FaZe Clan         | 1-2 |
| G2 Esports    | 22:19    | Cloud 9           | 1-2 |

### Runde 5
|                   | Ergebnis          |                | S-N |
| ----------------- | ----------------- | -------------- | --- |
| fnatic            | 19:17 09:16 09:16 | HellRaisers    | 2-2 |
| G2 Esports        | 02:16 22:25       | FaZe Clan      | 2-2 |
| Ninjas in Pyjamas | 15:19 16:10 11:16 | Made in Brazil | 2-2 |

## Champions Stage
|  | Viertelfinale     | Viertelfinale  | Viertelfinale | Viertelfinale | Viertelfinale |                   |             | Halbfinale    | Halbfinale | Halbfinale | Halbfinale | Halbfinale |  |  | Finale | Finale | Finale | Finale | Finale |
|  |                   |                |               |               |               |                   |             |               |            |            |            |            |  |  |        |        |        |        |        |
|  | Vereinte Nationen | compLexity     | 4             | 12            |               |                   |             |               |            |            |            |            |  |  |        |        |        |        |        |
|  | Brasilien         | Made in Brazil | 16            | 16            |               |                   |             |               |            |            |            |            |  |  |        |        |        |        |        |
|  | Brasilien         | Made in Brazil | 16            | 16            | Brasilien     | Made in Brazil    | 10          | 5             |            |            |            |            |  |  |        |        |        |        |        |
|  |                   |                |               |               |               | Made in Brazil    | 10          | 5             |            |            |            |            |  |  |        |        |        |        |        |
|  |                   | Ukraine        | Natus Vincere | 16            | 16            |                   |             |               |            |            |            |            |  |  |        |        |        |        |        |
|  | Deutschland       | Ukraine        | Natus Vincere | 16            | 16            | BIG               | 2           | 6             |            |            |            |            |  |  |        |        |        |        |        |
|  | Deutschland       |                |               |               |               |                   | 2           | 6             |            |            |            |            |  |  |        |        |        |        |        |
|  | Ukraine           | Natus Vincere  | 16            | 16            |               |                   |             |               |            |            |            |            |  |  |        |        |        |        |        |
|  |                   |                |               |               |               |                   | Ukraine     | Natus Vincere | 6          | 9          |            |            |  |  |        |        |        |        |        |
|  |                   | Danemark       | Astralis      | 16            | 16            |                   |             |               |            |            |            |            |  |  |        |        |        |        |        |
|  | Vereinte Nationen | Team Liquid    | 16            | 10            | 16            |                   |             |               |            |            |            |            |  |  |        |        |        |        |        |
|  | Vereinte Nationen | HellRaisers    | 10            | 16            | 8             |                   |             |               |            |            |            |            |  |  |        |        |        |        |        |
|  | Vereinte Nationen | HellRaisers    | 10            | 16            | 8             | Vereinte Nationen | Team Liquid | 8             | 7          |            |            |            |  |  |        |        |        |        |        |
|  |                   |                |               |               |               | Vereinte Nationen | Team Liquid | 8             | 7          |            |            |            |  |  |        |        |        |        |        |
|  |                   | Danemark       | Astralis      | 16            | 16            |                   |             |               |            |            |            |            |  |  |        |        |        |        |        |
|  | Danemark          | Danemark       | Astralis      | 16            | 16            | Astralis          | 16          | 16            |            |            |            |            |  |  |        |        |        |        |        |
|  | Danemark          |                |               |               |               |                   | 16          | 16            |            |            |            |            |  |  |        |        |        |        |        |
|  | Europaische Union | FaZe Clan      | 14            | 12            |               |                   |             |               |            |            |            |            |  |  |        |        |        |        |        |